# High Cross
High Cross är en by i civil parish Thundridge, i distriktet East Hertfordshire, i grevskapet Hertfordshire, i England. Byn är belägen 7 km från Hertford. Byn hade 853 invånare år 2021.